# Zermou
Zermou (auch: Zarmou) ist eine Landgemeinde im Departement Mirriah in Niger.

## Geographie
Zermou liegt in der Sahelzone. Die durchschnittliche jährliche Niederschlagsmenge beträgt rund 350 Millimeter. Die Nachbargemeinden Zermous sind Mazamni im Norden, Guidimouni im Osten, Hamdara im Südosten, Mirriah im Südwesten und Gaffati im Westen. Bei den Siedlungen im Gemeindegebiet handelt es sich um 85 Dörfer, 27 Weiler und 4 Lager. Der Hauptort der Landgemeinde ist das Dorf Zermou. Es liegt auf einer Höhe von 428 m. Das nach Einwohnern zweitgrößte Dorf ist Garin Koublé. Durch die Gemeinde verläuft das gleichnamige Trockental Zermou.

## Geschichte

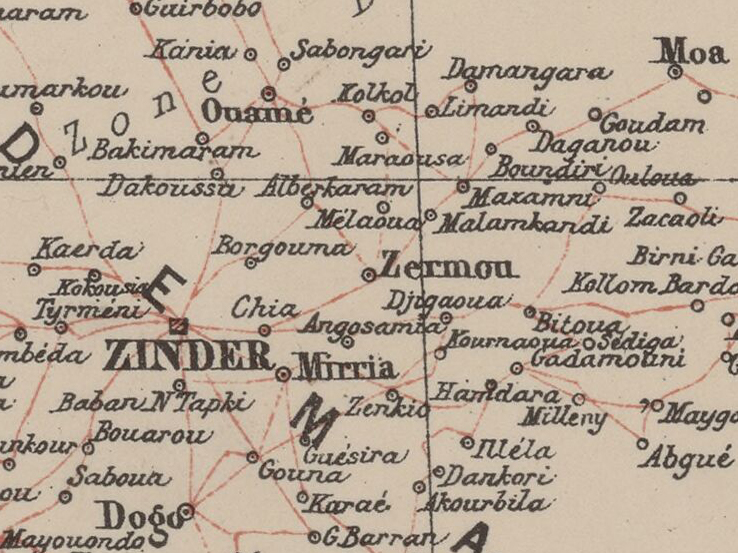
Ausschnitt einer Karte von 1903 mit Zermou im Zentrum

Sultan Ibrahim dan Sélimane von Zinder, der von 1822 bis 1841 und von 1843 bis 1850 regierte, ermunterte Tuareg aus dem Aïr sich in seinem Sultanat anzusiedeln. Er stellte deren versklavten Ackerbauern, den Iklan, Land bei den Dörfern Zermou, Baban Tapki, Dogo, Droum und Gouna zur Verfügung. Ende des 19. Jahrhunderts boten die Märkte von Zermou und weiteren Dörfern in der Region dem in Zinder ansässigen bedeutenden Händler Malan Yaroh jene Handwerksprodukte, Pelze, Tierhäute und Henna, die er für den Transsaharahandel benötigte. Der Markt von Zermou war einer der kleinen Märkte in der Region, die zu Beginn des 20. Jahrhunderts von der damaligen französischen Verwaltung zugelassen wurden. Der britische Reiseschriftsteller A. Henry Savage Landor besuchte den Ort 1906 bei seiner zwölfmonatigen Afrika-Durchquerung.
Die Landgemeinde Zermou ging 2002 im Zuge einer landesweiten Verwaltungsreform aus dem Kanton Zermou hervor.

## Bevölkerung
Bei der Volkszählung 2012 hatte die Landgemeinde 32.486 Einwohner, die in 5134 Haushalten lebten. Bei der Volkszählung 2001 betrug die Einwohnerzahl 17.818 in 3191 Haushalten.
Im Hauptort lebten bei der Volkszählung 2012 3212 Einwohner in 520 Haushalten, bei der Volkszählung 2001 2455 in 443 Haushalten und bei der Volkszählung 1988 2575 in 407 Haushalten.
In ethnischer Hinsicht ist die Gemeinde ein Siedlungsgebiet von Damagarawa und Iklan. Die Bevölkerung ist überwiegend hausasprachig. Außerdem ziehen Fulbe, die Nomadismus und Transhumanz betreiben, mit ihren Viehherden durch das Gemeindegebiet.

## Politik
Der Gemeinderat (conseil municipal) hat 12 gewählte Mitglieder. Mit den Kommunalwahlen 2020 sind die Sitze im Gemeinderat wie folgt verteilt: 7 PNDS-Tarayya, 3 RDR-Tchanji und 2 ARD-Adaltchi Mutunchi.
Jeweils ein traditioneller Ortsvorsteher (chef traditionnel) steht an der Spitze von 58 Dörfern in der Gemeinde.

## Wirtschaft und Infrastruktur
Der überwiegende Teil der Landgemeinde besteht aus sandigen Böden, auf denen Hirse angebaut wird. Die felsigeren Teile Zermous dienen als Weideland. Die ungünstigen Bodenverhältnisse, verbunden mit geringen Niederschlagsmengen, führen seit Generationen zu wiederkehrenden Hungersnöten. Arbeitsmigranten aus Zermou haben keinen Zugang zu den Arbeitsmärkten im ebenfalls hausasprachigen Nord-Nigeria und müssen in den von Yoruba bewohnten Südwesten des südlichen Nachbarlands ausweichen.
Im Hauptort ist ein Gesundheitszentrum des Typs Centre de Santé Intégré (CSI) vorhanden. Es verfügt über ein eigenes Labor und eine Entbindungsstation. Der CEG Zermou ist eine allgemein bildende Schule der Sekundarstufe des Typs Collège d’Enseignement Général (CEG). Beim Centre de Formation aux Métiers de Zermou (CFM Zermou) handelt es sich um ein Berufsausbildungszentrum.
Vom Hauptort führt die 17,08 Kilometer lange Route 752, eine wenig ausgebaute Landstraße, nach Kassama, wo sie in die Nationalstraße 34 mündet.